# Serveta
Serveta is een Spaans historisch merk van scooters, die feitelijk in licentie geproduceerde Lambretta-modellen waren.
De bedrijfsnaam was aanvankelijk Lambretta Locomociones S.A., vanaf ca. 1959 Serveta Industrial S.A., Eibar en vanaf 1983 Orbar S.A., Amurrio.
In 1952 richtten een aantal Baskische zakenlieden het bedrijf Lambrette Locomociones op in Eibar. Daar ging men Lambretta scooters produceren, die volgens het contract met Innocenti niet geëxporteerd mochten worden.

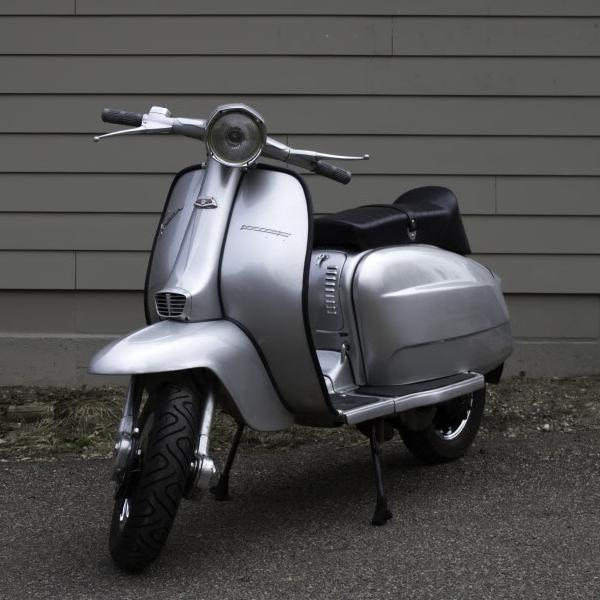
1977 Serveta Lambretta

## Lambretta Locomociones

### 125 D, 125 LD, 150 D en Motocarro
De eerste modellen waren identiek aan de Lambretta's, en droegen slechts een klein "LL" logo op de voorkant, maar op de beenschilden stond de naam "Lambretta". Waarschijnlijk waren de eerste exemplaren van het type 125 D zelfs nog in Italië gebouwd, want ze werden al in 1953 in Barcelona gepresenteerd. Pas in 1954 werd de fabriek officieel geopend. Nog steeds werd het model 125 D geleverd, maar ook de luxe uitvoering 125 LD, de 150 D en de vrachtscooter, die in Italië 125 FD heette, maar in Spanje de naam "Motocarro" kreeg.
In 1960 waren er al ongeveer 50.000 Lambretta's in Eibar gebouwd.

## Serveta Industrial S.A.
De naam van het bedrijf veranderde eind jaren vijftig in Serveta Industrial S.A.

### Serveta Lambretta Li Serie 1
In 1960 ging Serveta ook de enige jaren eerder gepresenteerde Lambretta Li serie produceren. Omdat de Spaanse Lambretta Li Serie 1 later op de markt kwam, betrof het hier feitelijk de Li Serie II, maar het spatbord bewoog met het voorwiel mee, evenals de koplamp. Bij de Italiaanse Serie I was dat niet zo. Bij de Li was de cardanaandrijving vervangen door een duplexketting in een gesloten kettingkast. Aanvankelijk werd alleen de 150cc versie gebouwd. In 1962 kwam ook de 125cc uitvoering. In 1963 ging de TV 175 in productie. Deze had twee schokdempers naast het voorwiel en een mechanische schijfrem vóór. In 1964 kregen alle Spaanse modellen een achtkantige koplamp. In 1965 eindigde de productie van de Serveta Lambretta Li Serie 1. Er waren toen ca. 50.000 exemplaren verkocht.

### Serveta Lambretta Li Serie 2
Serveta bleef met de serie-aanduidingen achterlopen bij de Italiaanse moederfirma. Die had al in 1961 de Li Serie 3 uitgebracht, maar Serveta's Serie 2 (die vrijwel identiek was), volgde pas in 1965. Serveta noemde deze serie "Scooterlinea". Aanvankelijk betrof het weer 125-, 150- en 175cc modellen, maar de 175 werd in 1966 vervangen door de Jet 200. Toen kwam ook de Serveta Lambretta 150 Special op de markt. De Serveta Lambretta's onderscheidden zich nog steeds door de achthoekige koplamp. De 150 Special en de Jet 200 waren vrijwel identiek aan de Innocenti Lambretta SX 150 en de SX 200.
In 1971 beëindigde Innocenti de productie van scooters. Daardoor kon Serveta zich ook op de scootermarkt buiten Spanje storten, en verschenen de Serveta Lambretta's op buitenlandse beurzen. Innocenti was echter niet voor niets gestopt: de belangstelling voor scooters was tanende en natuurlijk was er nog een behoorlijke concurrentie, met name van Vespa. Serveta had ook nog het probleem van de slechte afwerking van haar producten. De overeenkomst tussen de 150 Special en de Jet 200 met de Innocenti SX 150 en SX 200 laat zich waarschijnlijk verklaren doordat Serveta aan het einde van de Italiaanse scooterproductie restpartijen onderdelen opgekocht had, genoeg voor ca. 200 stuks.

### Serveta Lambretta Li Serie 3
In 1975 putte Serveta nog steeds uit de ontwerpen van Innocenti. De Li Serie 3 kreeg dezelfde zijschilden als de Italiaanse Serie III. Ze waren wat strakker gelijnd en hadden brede, zwarte biezen op de zijschilden, waarop de cilinderinhoud stond vermeld. De elektrische installatie kwam van het Spaanse merk Motoplat. De modellen in deze serie waren de Li 125, de 150 Special en de Jet 200.

### Serveta Lambretta Puma
Eind jaren zeventig verschenen ook enkele Servata Lambretta bromfietsen, waaronder de sportieve "Puma". Deze werd ook in een "Enduro" versie verkocht, de "Puma Cross". De Puma had naar keuze vier of vijf versnellingen en de Puma Cross had er vijf. Naar verluidt zouden deze modellen in een licentie van Honda geproduceerd zijn, maar Honda leverde eigenlijk geen model dat leek op de Puma, zeker niet met een tweetaktmotor.

### Serveta Lambretta Li Serie 4
De Serie 4 verscheen in 1980. Hierbij waren voor het eerst luchtspleten onder de zitplaats aangebracht, omdat daarlangs nu de lucht voor de carburateur werd aangevoerd. Nog steeds waren de machines afgeleid van Innocenti modellen, maar nu van de DL/GP Series. De machines hadden richtingaanwijzers, die bij de Serie 3 al op de exportmodellen waren aangebracht. Het achterlicht was groter geworden.

### Serveta Lambretta Li Serie 5
De Serie 4 was al tijdens de productie verbeterd, maar werd desondanks al in 1982 opgevolgd door de Serie 5 (hoewel de Serie 4 modellen tot 1983 geleverd werden). De scooters kregen weer vooral uiterlijke wijzigingen: ze waren zilverkleurig en de strips op de zijschilden waren nu zwart/chroomkleurig. Ze kregen een nieuw voorspatbord en een ander claxonhuis. Achter de beenschilden zat een afsluitbaar kastje voor bagage. De richtingaanwijzers, die voorheen op stangetjes bevestigd waren, zaten nu geïntegreerd in de beenschilden. De Li Serie 5 werd maar kort geproduceerd, want de fabriek werd in 1983 verkocht en de productie werd overgeplaatst naar Amurrio.

## Orbar S.A.

### Orbar Lambretta Lince
Nadat het bedrijf Orbar de scooterproductie had overgenomen, kwamen al in hetzelfde jaar de Lambretta Lince (Lynx) op de markt. Nog steeds waren het 125-, 150- en 200cc modellen en ze leken in het begin nog sterk op de Serveta Lambretta Li Serie 5. De achthoekige koplamp was vervangen door een ronde. Voor de binnenlandse Spaanse markt werd soms de strip op de zijschilden vervangen door alleen de tekst “Lambretta”. Toch waren de scooters wel gewijzigd: het contactslot was verhuisd van een plaats achter de buddyseat naar het dashboard, het gereedschapskastje onder het zadel had plaatsgemaakt voor de accu, de benzinekraan was verplaatst, de 125- en de 200cc-versies kregen zwart/rode schokdempers naast het voorwiel (hoewel later exportmodellen voor het Verenigd Koninkrijk ze niet hadden). De belangrijkste wijziging was de overgang van 6 volt naar 12 volt. De tweetaktmotor kreeg nu ook elektronische ontsteking.

### Orbar Lambretta Gitaner en Amiga
In 1985 presenteerde Orbar een geheel vernieuwde en modern vormgegeven scooter, die in zijn prototypestadium nog de naam “Gitaner” (nomade) had gehad, maar uiteindelijk “Amiga" ging heten. De scooter zou uiteindelijk pas in 1989 gepresenteerd worden. De motor, die feitelijk nog steeds van de "Li" series stamde, kreeg een nieuwe vijfpoorts Autisa cilinder. Men wilde de scooter in een 123,17cc en een 198,43cc versie op de markt brengen, maar het zou anders lopen. In juni 1989 werd een aantal 125cc modellen naar de Lambretta Jamboree in Straatsburg gebracht, zodat de aanwezige Lambrettarijders een proefrit konden maken. De trekkracht van de motor werd geprezen, maar de afwerking van de scooters was ronduit slecht. Importeurs vonden de overgang van de "klassieke" lijnen van de voorgaande modellen en de moderne (te Japanse) vormgeving te groot. De ontwikkelingskosten van de Amiga waren echter tamelijk hoog geweest. Orbar besloot in augustus 1989 de productie van scooters te beëindigen.